# Kaltenbach Jenő
Kaltenbach Jenő Ádám (Ófalu, 1947. szeptember 27. –) magyarországi német nemzetiségű jogtudós, egyetemi oktató, az állam- és jogtudományok kandidátusa. Kutatási területe a közigazgatási jog, ezen belül az önkormányzatok és azok felügyelete, valamint a kisebbségi jog. 1995 és 2007 között a nemzeti és etnikai kisebbségi jogok országgyűlési biztosa, majd 2008 és 2010 között a Független Rendészeti Panasztestület elnöke, majd 2014-ig a Fővárosi Közgyűlés képviselője.

## Életpályája
Dunai svábok leszármazottjaként született a Baranya vármegyei Ófalun. 1970-ben kezdte meg egyetemi tanulmányait a szegedi József Attila Tudományegyetem Állam- és Jogtudományi Karán, ahol 1975-ben szerzett állam- és jogtudományi doktorátust. Ezt követően a tiszafüredi tanács csoportvezetője lett. 1977 és 1982 között a JATE JTK közigazgatási jogi tanszékén dolgozott előbb tanársegédként, majd 1982 és 1990 között adjunktusként. 1990-ben védte meg állam- és jogtudományi kandidátusi értekezését és kapta meg egyetemi docensi, 1993-ban a közigazgatási jogi és pénzügyi jogi tanszék vezetői kinevezését. Ezenkívül az Eötvös Loránd Tudományegyetem Állam- és Jogtudományi Karán is oktatott egyetemi docensi beosztásban. 1989-ben az NSZK-ban kutatott Friedrich Ebert-ösztöndíjjal. Egyetemi oktatói pályafutása mellett 1990 és 1994 között előbb az Alkotmánybíróság tanácsosa, majd főtanácsosa volt. 1994-ben a Magyar Közigazgatási Intézet főigazgató-helyettesévé nevezték, 1995-ben megbízott főigazgatója volt.
1990-ben a Magyarországi Németek Szövetsége Ellenőrző Bizottsága elnökévé választották. Kezdeményezője volt a Kisebbségi Kerekasztalnak, amely jelentős szerepet játszott az 1993-ban elfogadott kisebbségi törvény előkészítésében.1995-ben az Országos Német Kisebbségi Önkormányzat elnöke lett, de ugyanabban az évben az Országgyűlés megválasztotta a nemzeti és etnikai kisebbségi jogok országgyűlési biztosává. Utóbbi tisztségében 2001-ben megerősítették, amelyet 2007-ig töltött be.  1996-2012 között tagja majd alelnöke, végül elnöke volt az Európa Tanács Rasszizmus és Intolerancia elleni Európai Bizottságának (ECRI). 2005 és 2007 között az Európai Ombudsman Intézet alelnöke volt. Szülőfaluja 2007-ben díszpolgárrá választotta. 2008-ban szintén az Országgyűlés a Független Rendészeti Panasztestület elnökévé választotta, a második Orbán-kormány megalakulása után, 2010. július 1-jén lemondott erről a tisztségéről. A 2010-es magyarországi önkormányzati választásokon a Lehet Más a Politika fővárosi listájának második helyezettje volt, a választás után a Fővárosi Közgyűlés tagja és korelnöke, valamint az LMP frakcióvezetője lett. A párt szakadása óta a Párbeszéd Magyarországért párt képviselőcsoportját vezeti.
2016-ban Áder János köztársasági elnöknek írt nyílt levelében A Magyar Köztársasági Érdemrend középkeresztje kitüntetéséről lemondott, miután a szerinte „gyűlöletkeltő cikkeiről közismert” Bayer Zsolt a Magyar Érdemrend lovagkeresztje kitüntetésben részesült.
2022-ben nyíltan támogatta a Demokratikus Koalíció, és Dobrev Klára politikáját.
Nős, felesége Dr. Lakos Zsuzsa; két gyermek (Péter és Petra) édesapja.

## Díjai, elismerései
- Kisebbségekért Díj (1995)
- Németországi Szövetségi Köztársaság Szövetségi Érdemrend Első Osztályú Érdemkeresztje (1999)
- Fenyő Miksa-toleranciadíj (2001)
- Radnóti Miklós antirasszista díj (2004, 2016, utóbbi kollektíven)
- A Magyar Köztársasági Érdemrend középkeresztje (2005, visszaadva 2016)
- Ófalu díszpolgára (2007)
- Pro Universitate Díj (2012)
- A Magyarországi Németségért Arany Dísztű (2007)

## Főbb publikációi
- Az önkormányzati felügyelet (1991)
- A nemzeti és etnikai kisebbségek jogai és az önkormányzati választások (1994)
- Kisebbségi kódex (1995)
- Antidiszkriminációs kézikönyv (2007)